# 高雄朝后宮徒步進香
高雄朝后宮徒步進香活動為台灣高雄朝后宮信徒於每年農曆三月所進行的長距離進香謁祖活動。由於高雄朝后宮所供奉的媽祖神像是1960年代從北港朝天宮恭迎而來，在每年農曆三月媽祖誕辰之時，廟方皆會號召信眾回到北港朝天宮祖廟參拜。此活動早期是以車輛運輸方式進行，自2003年開始改採徒步方式，從高雄步行到北港朝天宮，沿途經過高雄市、台南市、嘉義縣和雲林縣，來回距離超過三百公里，為南部眾多由北港朝天宮分靈的廟宇中，第一個採用徒步方式進香者，截至2017年止已連續進行15年。 中央研究院台灣史研究學者洪瑩發指出，高雄朝后宮的徒步進香並非自古即有，而是一種「傳統再現」的儀式，藉由徒步產生的凝聚力，讓信眾可以更加團結。

## 歷年徒步進香活動時間
每年的進香活動日期及起駕出發時間，均在前一年的中秋節晚上擲筊請示決定，歷年活動日期如下表：

## 路關(進香路線)
由於進香活動時間係由媽祖筊示決定，隊伍出發時間每年並不固定，因此每年進香路線都會配合實際路況進行微幅調整。
2017年徒步進香所經廟宇如下：
- 第一天：4月2日（農曆3月6日）

自高雄朝后宮出發，至府城八吉境檨仔林朝興宮駐駕
- 第二天：4月3日（農曆3月7日）

自檨仔林朝興宮出發，途經總祿境下土地廟、麻豆太子宮，至新營太子宮駐駕
- 第三天：4月4日（農曆3月8日）

自新營太子宮出發，途經樸仔腳萬善廟、北港閭山堂神童團會館、崙陽蘇家天上聖母行台、笨港水仙宮、笨港天后宮、北港莊儀團會館、北港鎮安宮，至祖廟北港朝天宮駐駕謁祖進香
- 第四天：4月5日（農曆3月9日）

自祖廟北港朝天宮出發，途經蘇厝朝安宮、朴子南威府囝仔公廟、鹽水武廟、鹽水大眾廟，至鹽水護庇宮駐駕
- 第五天：4月6日（農曆3月10日）

自鹽水護庇宮出發，途經學甲慈濟宮、佳里興震興宮、西港慶安宮，至安平開臺天后宮駐駕
- 第六天：4月7日（農曆3月11日）

自安平開臺天后宮出發，途經永安慈母宮、淵官振淵宮、大舍甲大壽宮、後勁聖慈宮行台、晉興宮，至明聖宮白龍庵駐駕
- 第七天：4月8日（農曆3月12日）

自明聖宮白龍庵出發，途經後驛南天宮、高雄三鳳宮、高雄玉皇宮、三聖殿、北野町溫王廟、高茄北極殿、鹽埕埔壽山宮、高雄市文武聖殿、池緣宮、鳳邑聖鳳宮行台、共興宮、保安宮、大舞台威靈宮、恩德宮、高雄吉貝武聖殿、新豐宮福德祠、朝生宮、震玄壇、三海宮、高案北極殿、鹽埕三山國王廟、沙多宮、高雄市霞海城隍廟，回朝后宮入宮安座

## 進香活動相關儀式
- 行前準備
  - 犒軍
- 出發日
  - 聖母登轎
  - 祭典
  - 授頭旗
  - 放三發起馬炮
  - 起駕
- 抵達北港朝天宮當日
  - 祝壽
  - 刈火
  - 誦經
- 回駕日
  - 入宮安座
  - 唱班

## 參與徒步進香陣頭
- 報馬仔
- 路關車
- 聖母頭旗
- 香擔涼傘
- 香擔
- 虎爺轎
- 莊儀團：千里眼將軍與順風耳將軍
- 四將
- 徒步主帥轎

## 外部連結
- OpenStreetMap上有關2014年3月6-9日，徒步進香第12年從高雄到北港行進路線（路關）的地理
- OpenStreetMap上有關2014年3月9-12日，徒步進香第12年從北港到高雄行進路線（路關）的地理
- 高雄朝后宮全球資訊網 http://farmer.iyard.org/mazu/mazu.htm （页面存档备份，存于）
- 高雄朝后宮FB粉絲團 https://www.facebook.com/gangdoumazu/ （页面存档备份，存于）
- 中央研究院文化資源地理資訊系統：朝后宮介紹網頁 http://crgis.rchss.sinica.edu.tw/temples/KaohsiungCity/yancheng/64001001-ZHG/view （页面存档备份，存于）

| 年度(西元/民國) | 歲次 | 國曆             | 農曆             |
| --------------- | ---- | ---------------- | ---------------- |
| 2003/92         | 癸未 | 4月10日至4月15日 | 3月9日至3月14日  |
| 2004/93         | 甲申 | 4月28日至5月3日  | 3月10日至3月15日 |
| 2005/94         | 乙酉 | 4月21日至4月24日 | 3月13日至3月16日 |
| 2006/95         | 丙戌 | 4月5日至4月11日  | 3月8日至3月14日  |
| 2007/96         | 丁亥 | 4月27日至5月1日  | 3月10日至3月15日 |
| 2008/97         | 戊子 | 4月10日至4月15日 | 3月4日至3月10日  |
| 2009/98         | 己丑 | 3月24日至3月29日 | 2月28日至3月3日  |
| 2010/99         | 庚寅 | 4月18日至4月23日 | 3月5日至3月10日  |
| 2011/100        | 辛卯 | 3月21日至3月26日 | 2月17日至2月22日 |
| 2012/101        | 壬辰 | 3月19日至3月24日 | 2月27日至3月3日  |
| 2013/102        | 癸巳 | 5月15日至5月20日 | 4月6日至4月11日  |
| 2014/103        | 甲午 | 3月6日至3月12日  | 2月6日至2月12日  |
| 2015/104        | 乙未 | 4月15日至4月20日 | 2月27日至3月2日  |
| 2016/105        | 丙申 | 3月6日至3月12日  | 1月28日至2月4日  |
| 2017/106        | 丁酉 | 4月2日至4月8日   | 3月6日至3月12日  |
| 2018/107        | 戊戌 | 4月8日至4月14日  | 2月23日至2月29日 |
| 2019/108        | 己亥 | 5月5日至5月11日  | 4月1日至4月7日   |
| 2020/109        | 庚子 | 因疫情嚴峻停辦   | 因疫情嚴峻停辦   |
| 2021/110        | 辛丑 | 因疫情嚴峻停辦   | 因疫情嚴峻停辦   |
| 2022/111        | 壬寅 | 4月16日一日來回  | 3月16日一日來回  |
| 2023/112        | 癸卯 |                  |                  |